# 廉京燁
廉 京燁（ヨム・ギョンヨプ、朝鮮語: 염경엽、1968年3月29日 - ）は、大韓民国全羅南道光州市（現・光州広域市）出身の元プロ野球選手、プロ野球指導者、野球解説者。2023年より、KBOリーグに所属するLGツインズの監督を務める。

## 経歴
1991年、ドラフト2次1位指名を受けて太平洋ドルフィンズに入団。
守備は良かったものの、1995年9月5日から1997年8月23日までKBOリーグ記録の51打席連続無安打、通算本塁打が5本と打撃に課題があった。
2000年に韓国シリーズにて優勝した後、現役を引退した。
現役引退後、2006年まで現代のスカウトを務めた後、2007年に現代の守備コーチに就任。現代在籍時の2003年には、沈正洙により有名となった顔面保護用ヘルメット、通称「剣闘士ヘルメット（검투사 헬멧）」を提案した。
同年限りで現代が解散となったため、2008年はLGツインズに移籍し、再びスカウトとなった。
翌2009年はLGの運用チーム長に配置換えとなる。2010年は再び現場に戻り、2年間守備コーチを務め、退団。
2011年オフにネクセン・ヒーローズに移籍し、作戦・走塁コーチに就任。
2012年シーズン、チーム別盗塁数が1位になった功労により、同年10月10日、3年総額8億ウォンという契約条件でネクセン・ヒーローズの第3代監督に就任した。
2013年、監督就任初年度にチームの創立初のポストシーズン進出を導いた。
2014年にチーム創立以来初となる韓国シリーズに進出。しかし、三星ライオンズ相手にに2勝4敗という結果となり、準優勝に終わる。同年オフ、契約期間が1年残りながら、3年総額14億ウォンの再契約をした。 
2015年は、3年連続でポストシーズン進出に成功したが、準プレーオフで斗山ベアーズに1勝3敗となり、4位に終わった。
2016年は、チームの主軸選手がFA、ケガなどで欠いたことから、下位と予想されたが、若手選手の活躍と中堅選手のリーダーシップで予想を覆し、4年連続ポストシーズン進出という結果となる。しかし準プレーオフで1勝3敗で敗退した後に監督を辞任した。
2017年1月17日、SKワイバーンズの団長（GM）に就任した。監督辞任直後のシーズンで他球団の役職に就任するのは異例であった。
2018年11月13日に、SKの監督に就任。3年ぶりに監督に復帰した。
2020年6月25日、斗山ベアーズ戦の2回表にベンチで突然失神し緊急搬送された。2か月以上の休養を終え同年9月1日のLGツインズ戦より復帰した。休養中、SKでは朴勍完が監督代行を務めた。だが9月6日に再び療養のため離脱し、9月8日に2020年シーズンの残り試合は朴勍完が再び代行を務めることが発表された。同年10月30日、契約期間を1年残して辞任した。
2021年、2月からサンディエゴ・パドレスにてコーチ研修を受けて、5月に帰国した。帰国後に、キウム・ヒーローズの監督も務めた孫奕とともに、韓国野球委員会にて指導者育成委員に就任した。
2022年、2022年アジア競技大会の野球競技において韓国代表チームの技術委員長に就任したほか、韓国でKBS Nスポーツの野球解説委員となった。
2022年11月6日にLGツインズの監督に就任した。

## 詳細情報

### 年度別打撃成績
| 年 度     | 球 団       | 試 合 | 打 席 | 打 数 | 得 点 | 安 打 | 二 塁 打 | 三 塁 打 | 本 塁 打 | 塁 打 | 打 点 | 盗 塁 | 盗 塁 死 | 犠 打 | 犠 飛 | 四 球 | 敬 遠 | 死 球 | 三 振 | 併 殺 打 | 打 率 | 出 塁 率 | 長 打 率 | O P S |
| --------- | ----------- | ----- | ----- | ----- | ----- | ----- | -------- | -------- | -------- | ----- | ----- | ----- | -------- | ----- | ----- | ----- | ----- | ----- | ----- | -------- | ----- | -------- | -------- | ----- |
| 1991      | 太平洋 現代 | 99    | 321   | 285   | 22    | 50    | 9        | 3        | 2        | 71    | 25    | 12    | 3        | 12    | 0     | 22    | 0     | 2     | 40    | 5        | .175  | .239     | .249     | .488  |
| 1992      | 太平洋 現代 | 102   | 257   | 218   | 26    | 43    | 12       | 0        | 1        | 58    | 18    | 7     | 0        | 17    | 1     | 18    | 0     | 3     | 35    | 4        | .197  | .267     | .266     | .533  |
| 1993      | 太平洋 現代 | 86    | 294   | 254   | 20    | 54    | 9        | 2        | 0        | 67    | 18    | 13    | 2        | 23    | 1     | 15    | 0     | 1     | 36    | 4        | .213  | .258     | .264     | .522  |
| 1994      | 太平洋 現代 | 119   | 409   | 349   | 33    | 74    | 15       | 1        | 2        | 97    | 30    | 11    | 5        | 26    | 3     | 28    | 1     | 3     | 42    | 4        | .212  | .274     | .278     | .552  |
| 1995      | 太平洋 現代 | 80    | 186   | 154   | 18    | 25    | 1        | 0        | 0        | 26    | 9     | 9     | 2        | 6     | 1     | 24    | 0     | 1     | 26    | 2        | .162  | .278     | .169     | .447  |
| 1996      | 太平洋 現代 | 72    | 26    | 21    | 12    | 0     | 0        | 0        | 0        | 0     | 1     | 1     | 6        | 2     | 0     | 3     | 0     | 0     | 9     | 0        | .000  | .125     | .000     | .125  |
| 1997      | 太平洋 現代 | 56    | 13    | 12    | 9     | 0     | 0        | 0        | 0        | 0     | 0     | 2     | 4        | 1     | 0     | 0     | 0     | 0     | 2     | 0        | .000  | .000     | .000     | .000  |
| 1998      | 太平洋 現代 | 103   | 100   | 83    | 27    | 22    | 4        | 1        | 0        | 28    | 8     | 13    | 6        | 6     | 0     | 10    | 0     | 1     | 12    | 0        | .265  | .351     | .337     | .688  |
| 1999      | 太平洋 現代 | 95    | 55    | 50    | 17    | 9     | 2        | 0        | 0        | 11    | 0     | 5     | 4        | 3     | 0     | 2     | 0     | 0     | 3     | 1        | .180  | .212     | .220     | .432  |
| 2000      | 太平洋 現代 | 84    | 26    | 23    | 13    | 6     | 1        | 0        | 0        | 7     | 1     | 10    | 2        | 3     | 0     | 0     | 0     | 0     | 3     | 1        | .261  | .261     | .304     | .565  |
| KBO：10年 | KBO：10年   | 896   | 1687  | 1449  | 197   | 283   | 53       | 7        | 5        | 365   | 110   | 83    | 34       | 99    | 6     | 122   | 1     | 11    | 208   | 21       | .195  | .262     | .252     | .514  |

### 年度別監督成績
| 年 度     | 球 団     | 順 位     | 試 合 | 勝 利 | 敗 戦 | 引 分 | 勝 率 | 年 齢 |
| --------- | --------- | --------- | ----- | ----- | ----- | ----- | ----- | ----- |
| 2013      | ネクセン  | 3位       | 128   | 72    | 54    | 2     | .571  | 45歳  |
| 2014      | ネクセン  | 2位       | 128   | 78    | 48    | 2     | .619  | 46歳  |
| 2015      | ネクセン  | 4位       | 144   | 78    | 65    | 1     | .545  | 47歳  |
| 2016      | ネクセン  | 3位       | 144   | 77    | 66    | 1     | .538  | 48歳  |
| 2019      | SK        | 2位       | 144   | 88    | 55    | 1     | .615  | 51歳  |
| 通算：5年 | 通算：5年 | 通算：5年 | 688   | 393   | 288   | 7     | .577  |       |

1. ↑  ポストシーズン4位
2. ↑  ポストシーズン3位
3. ↑  ポストシーズン3位

### 背番号
- 17 (1991年 - 1992年)
- 1 (1993年)
- 5 (1994年 - 1995年、1998年 - 2000年)
- 12 (1996年 - 1997年)
- 75 (2007年)
- 70 (2010年 - 2011年)
- 85 (2012年 - 2016年、2019年 - 2020年、2023年 - )